# Ортогональная система координат
Ортогональная система координат — система координат, в которой координатные линии (координатные поверхности) ортогональны друг другу. Декартова система координат, как и все основные практически используемые криволинейные системы координат — полярные, эллиптические, параболические, сферические, цилиндрические, параболоидальные, бицилиндрические, биполярные, тороидальные, конические — ортогональные.
Ортогональную систему координат можно ввести в любом евклидовом пространстве. В двумерном гладком аффинном пространстве ортогональную систему можно ввести в достаточно малой окрестности любой точки, но во всём пространстве — лишь в ряде частных случаев.
Выбор той или иной системы ортогональных координат определяется симметрией системы. Например, при решении задачи о распространении электромагнитной волны от точечного источника выгодно пользоваться сферической системой координат; при решении задачи о колебании мембраны предпочтительней цилиндрическая система координат.
В ортогональных системах метрический тензор имеет диагональный вид, диагональные компоненты которого называются коэффициентами Ламе. В трёхмерном пространстве квадрат элемента длины {\displaystyle dl^{2}} выражается через коэффициенты Ламе {\displaystyle L_{i}}:
{\displaystyle dl^{2}=L_{1}^{2}dq_{1}^{2}+L_{2}^{2}dq_{2}^{2}+L_{3}^{2}dq_{3}^{2}},
квадрат элемента площади:
{\displaystyle dS^{2}=(L_{1}L_{2}dq_{1}dq_{2})^{2}+(L_{1}L_{3}dq_{1}dq_{3})^{2}+(L_{1}L_{3}dq_{1}dq_{3})^{2}},
элемент объёма:
{\displaystyle dV=L_{1}L_{2}L_{3}dq_{1}dq_{2}dq_{3}}.
В ортогональных системах скалярное произведение базисных векторов равно:
{\displaystyle \mathbf {e} _{i}\cdot \mathbf {e} _{j}=\left\{{\begin{matrix}0,&i\neq j\\\vert \mathbf {e} _{i}\vert ^{2},&i=j\end{matrix}}\right.}
В большинстве случаев используют ортонормированные базисы — базисные векторы с единичной нормой:
{\displaystyle \mathbf {e} _{i}^{\left(n\right)}={\frac {\mathbf {e} _{i}}{\left|\mathbf {e} _{i}\right|}}};
в ортонормированных базисах скалярное произведение базисных векторов выражается через символ Кронекера {\displaystyle \delta _{ij}}:
{\displaystyle \mathbf {e} _{i}\cdot \mathbf {e} _{j}=\delta _{ij}}.